# سيراس هوستتلر
سيراس هوستتلر (بالإنجليزية: Cyrus Hostetler)‏ هو رامي الرمح ‏ أمريكي، ولد في 8 أغسطس 1986 في نيوبيرغ في الولايات المتحدة.

## وصلات خارجية
- سيراس هوستتلر على موقع الاتحاد الدولي لألعاب القوى (الإنجليزية)
- سيراس هوستتلر على موقع الدوري الماسي (الإنجليزية)
- سيراس هوستتلر على موقع TFRRS.org (الإنجليزية)
- سيراس هوستتلر على موقع أوليمبيديا (الإنجليزية)
- سيراس هوستتلر على موقع اللجنة الأولمبية والبارالمبية الأمريكية (الإنجليزية)